# Азиатский маршрут AH6
Маршрут AH6 (Asian Highway 6) — один из основных маршрутов международной азиатской сети, связывающий Восточную Европу с Кореей.
 Длина — 10 475 км. Проходит по территориям России, Казахстана, Китая, Северной и Южной Кореи.
Начинается у границы с Белоруссией, далее Москва — Самара — Уфа — Челябинск — Петропавловск — Омск — Новосибирск — Красноярск — Иркутск — Улан-Удэ — Чита — Забайкальск — Харбин — Уссурийск — (Владивосток — Находка) — Пусан.

## Маршрут

### Россия (I участок)
- М1 «Беларусь» Красная Горка — Москва
- М5 «Урал» Москва — Челябинск
- Р254 «Иртыш» Челябинск — Новосибирск

### Казахстан
- M51: Чистое — Петропавловск — Каракога

### Россия (II участок)
- Р255 «Сибирь» Новосибирск — Иркутск
- Р258 «Байкал» Иркутск — Чита
- А350 Чита — Забайкальск

### Китай
- Маньчжурия—Цицикар—Харбин—Суйфыньхэ

### Россия (III участок)
- А184 Пограничный — Уссурийск
- ответвление А370 «Уссури» Уссурийск — Угловое — Владивосток
- ответвление А188 Угловое — Находка
- А189 Уссурийск — Хасан

### КНДР
- #7: Насон—Вонсан

### Южная Корея
- AH7 Кансон — Каннын
- AH65 «Тонхэ» Каннын — Тонхэ
- AH7 Тонхэ — Пхохан
- Пхохан — Кёнджу
- AH1 «Кёнджу» Кёнджу — Пусан